# リュドミラ・チェルニショワ
リュドミラ・チェルニショワ（ロシア語: Людмила Чернышёва、1952年11月1日 - ）は、ロシアの女子バレーボール選手。

## 来歴
モントリオールオリンピックで銀メダルを獲得した。モスクワオリンピックで金メダルを獲得した。1974年世界選手権で銀メダルを獲得した。1978年世界選手権で銅メダルを獲得した。